# 2023年高铁掌掴事件
2023年5月2日女子高铁被掌掴案，也称高铁掌掴事件。2023年5月2日21时许，中国高铁C6276次列车运行至眉山东至成都东区间，女子坐在14车13B，座位后排为三名小孩两位大人。期间小孩一直在玩游戏，多次踢椅背。女子回头制止，遭到家长辱骂，在双方争执中。孩子家长扇了女子一巴掌，该女子进行了反击。事后，警方认定构成互殴，在对该女子的《行政处罚决定书》中写道“……发生争吵，进而互相用手殴打对方”，并对其处以200元行政处罚；对“熊孩子”杨某家长处以500元行政处罚。5月7日，该女子在社交媒体发文称“不接受和解，不需要赔偿”已提起行政复议。关于互殴与正当防卫的认定与司法实践中存在的部分问题等引发了争议。

## 经过
5月2日19时59分，旅客杨某某（女）一行（其中儿童3人）从乐山站乘坐C6276次列车前往江油站。20时24分，旅客王某某（女）从眉山东站乘坐同次列车前往成都东站，坐于杨某某前排位置。20时27分，王某某站起转身制止后排儿童吵闹，继而与杨某某发生争吵。
旅客王某某称5月2日其独自乘坐高铁。她后排坐了有两大三小共五个人。列车行进过程中，熊孩子在玩闹中撞了很多次椅背。当其回头制止时，孩子妈妈却称孩子还小，不至于说孩子。后双方发生口角，争执中，孩子妈妈扇了博主一巴掌，博主也进行了还击。
5月3日，王某某称其已经到江油做笔录，过程中，其向警方提供了手机上的视频作为证据。该博主发布的信息显示，其“不接受和解，不需要赔偿。”只希望打人者受到应有的惩罚。并称，办案民警花费了大约七个小时来劝她和解，但她坚持不和解，要求秉公执法，让家长方得到应有的处罚，认为有关机关更应严格依法界分、对相关行为作出准确认定以及公正处罚，“各打五十大板”与过于注重和解的办案思维或许合法，但绝对不合理，不利于鼓励人们勇敢维护自己的合法权益，与建设法治社会的要求相悖
近日晒出的一份《成都铁路公安局成都公安处行政处罚决定书》显示，2023年5月2日21时许，C6276次列车运行至眉山东至成都东区间，违法行为人因座位背后小孩吵闹，与小孩家长杨某发生争吵，进而互相用手殴打对方，导致双方脸部轻微受伤，违法行为已经构成殴打他人，根据《治安管理处罚法》第四十三条第一款之规定，决定给予违法行为人行政罚款200元的处罚。
5月6日，负责办理此案的公安机关回应媒体称，案件还在持续跟进中，暂不对外公开。
5月7日凌晨，旅客王某某在网上表示“不接受和解，不需要赔偿”已提起行政复议，并称旅客杨某某在申请行政复议。
5月7日上午，极目新闻记者就相关案情及复议情况询问警方，未获明确回应。记者同時多次尝试联系博主未果。有律师接受记者采访时表示，警方的处罚合理合法。
5月9日，中国政法大学刑法学教授罗翔在哔哩哔哩网站谈“高铁掌掴”事件时认为：“各打五十大板”既不合法也不合理。
5月10日，成都铁路公安处再度表示雙方均違法，并发布警情通报，并表示先前处罚合理。

## 司法争议
在本案中围绕着该女子的行为到底是互殴还是正当防卫产生了部分的司法争议。一般认为，该事件中女子的行为具有被动性和防卫性，不同于互殴行为的主动性与不法侵害性。改革开放后，中国的互殴泛化问题存在良久，将案件认定为互殴而否定正当防卫仍是司法实践的惯常做法。对此理论与实务界作出了诸多改变的努力。
构成正当防卫需满足起因条件、时间条件、主观条件、对象条件、限度条件等五个条件。

《中华人民共和国刑法》第20条：

1. 为了使国家、公共利益、本人或者他人的人身、财产和其他权利免受正在进行的不法侵害，而采取的制止不法侵害的行为，对不法侵害人造成损害的，属于正当防卫，不负刑事责任。
2. 正当防卫明显超过必要限度造成重大损害的，应当负刑事责任，但是应当减轻或者免除处罚。
3. 对正在进行行凶、杀人、抢劫、强奸、绑架以及其他严重危及人身安全的暴力犯罪，采取防卫行为，造成不法侵害人伤亡的，不属于防卫过当，不负刑事责任。

《中华人民共和国民法典》第181条：
因正当防卫造成损害的，不承担民事责任。 正当防卫超过必要的限度，造成不应有的损害的，正当防卫人应当承担适当的民事责任。
2023年3月，最高检与公安部联合印发《关于依法妥善办理轻伤害案件的指导意见》，明确提出“准确区分正当防卫与互殴型故意伤害”
（九）因琐事发生争执，双方均不能保持克制而引发打斗，对于过错的一方先动手且手段明显过激，或者一方先动手，在对方努力避免冲突的情况下仍继续侵害，还击一方造成对方伤害的，一般应当认定为正当防卫

要坚持主客观相统一的原则，综合考察案发起因、对冲突升级是否有过错、是否使用或者准备使用凶器、是否采用明显不相当的暴力、是否纠集他人参与打斗等客观情节，准确判断犯罪嫌疑人的主观意图和行为性质。
重庆百君（成都）律师事务所律师王万琼认为正当防卫和“互殴”，实践中确实很难区分，但需要把握二者的实质，正当防卫是制止不法侵害的正当行为，属于“正对不正”；而相互斗殴则是互相加害的违法犯罪行为，属于“不正对不正”。
观点一：“还手即互殴”认定标准与正当防卫设立初衷相悖
成都某律师事务所郭刚律师认为，互殴的具体认定标准有多种观点，此事中认定的还手即互殴，此种情形的基本形态表现为一方殴打另一方，另一方还手，形成两人对打局面。而在司法实践当中，司法人员经常会将此种情形认定为互殴，进而否定正当防卫的成立，久而久之，“还手即互殴”成了一种习惯性的认定标准。郭刚认为，该认定标准会给防卫者无故追加义务，导致正当防卫的虚置，造成犯罪圈的不当扩大，其认定结果往往会有失公允，与正当防卫的设立初衷相悖，也与刑法的保护机能不合。
郭刚认为，如果基于目前网上有的信息，从情理角度分析，当事人先被孩童侵扰，而后又被对方家长扇耳光继而还手，受人同情，从法理角度分析，需要结合当事人的主观意图和行为性质等综合判断，若当事人认识到不法侵害正在进行，并且有制止正在进行的不法侵害的决意，那么其行为属于正当防卫；若当事人有具有伤害对方的故意，而没有防卫意图，则其行为属于互殴。
对于被打还手是互殴还是正当防卫的问题，在普通争吵、偶发矛盾的场合，对于一方先动手的行为，应认定为不法侵害，不论还手一方是否提前准备工具，其反击行为具有防卫性质，造成先动手一方轻微伤、轻伤的，属正当防卫，不负行政责任、刑事责任；造成先动手一方重伤、死亡的，依据必须说的标准，结合案发时间、地点、工具等现场情境综合认定是否防卫过当。在此过程中，先动手一方造成还手一方任何程度损害的，都应承担相应的责任。
中国政法大学刑法学教授罗翔認為，各打五十大板的處理方法既不合法也不合理。案发的起因就是小孩踢椅背，這是个不合宜的行为，在孩子被指责后又辱骂他人，而且还先动手打人，這表明家长方也是过错方，女方事后回击的行为明顯屬於正当防卫。
观点二：“和稀泥”或助长“动不动就动手”的底气
西南政法大学法律硕士肖明静认为该案认定为“互殴”，采取“各打五十大板”的方式解决，是在告诉公众法律在保护这种用武力解决问题的方式，以后遇上生活琐事纠纷，都可以用武力解决，可以去激怒对方、可以去恶意挑衅甚至可以伤害对方，而对方要么就忍受，要么就反击，一旦反击则无人能把控节奏、预料后果，那么就可能承担治安甚至刑事责任，要么忍，要么担责，最终导致挑事一方有恃无恐，被挑事一方提心吊胆，期盼不要遇见有人闹事。这不符合“正义价值观”，这种导向也将最终损害司法权威。

## 類似事件
2022年11月26日四川宜宾周氏父子水果市场被群殴还手案，也称周氏父子水果市场被群殴还手遭拘事件。
2022年11月26日上午9时，四川宜宾从事水果交易的周登建、周世淅父子在翠屏区红坝大道水果批发市场4号门门口同陈某、章某等3人因挪车发生口角。3人结伙对周氏父子俩进行殴打，导致两人受伤。翠屏警方作出行政拘留10日、罚款500元的处罚。
2023年2月5日，宜宾市公安局翠屏区分局作出的行政处罚决定书载明：2022年11月26日09时许，四川省宜宾市翠屏区红坝大道水果批发市场4号门门口，周登建、周世淅父子与案外人陈某、章某、刘某因挪车一事发生口角从而发生打架，陈某等3人结伙对周世淅、周登建进行殴打，“周世淅、周登建还击”，造成双方不同程度受伤。警方根据《治安管理处罚法》相关规定，决定对周登建、周世淅父子分别处以行政拘留10天、罚款500元的行政处罚。
周氏父子不服称，“不得不进行防卫反击，并无任何结伙殴打、伤害他人的故意。”于是向翠屏法院提出了行政诉讼，请求撤销处罚。
翠屏公安分局称，“在五人相互扭打后倒地，5人均起身并停止的情况下，周某建又主动进行攻击，造成双方再度发生互殴。”确认了陈某三人先动手殴打，但周氏父子存在积极还击，认定处罚裁量适当，要求法院驳回周氏父子的请求。
警方在答辩材料中还披露，周某淅曾从自己车内取出一支木棒欲攻击对方，被周某建拦下。警方进一步表示，在案件量裁上考虑到陈某一方先实施殴打，人数上三人多占据优势，对陈某三人处以较之周氏父子更重的处罚，“处罚幅度并无不当”。
2023年5月8日，庭审结束后翠屏区法院并未当庭宣判此案。
2023年5月10日，因上游新闻报道，该事件获得关注。周某父子称在2023年2月2日在他俩曾经签过一份行政处罚告知笔录，当时笔录上的处罚告知是对周某拘留3天，对周某儿子罚款300元。但是在2023年2月5日接受处罚时却改成了对父子二人分别拘留10天，罚款500元。宜宾市公安局翠屏区分局警察称因当时的办案机关上报对两人分别处拘留3天，罚款300元的报告后，公安机关审批部门认为该处罚不当，两人行为构成结伙殴打他人，建议更正处罚标准，办案机关只能将对两人的处罚变更为审批部门建议的处罚标准。